# Kalazanci Szent József
Kalazanci József (eredeti spanyol nevén José de Calasanz Gastón, latinos magyarsággal Kalazancius, szerzetesi nevén Josephus a Matre Dei), katolikus nevén Kalazanci Szent József (Peralta de la Sal, 1557. szeptember 11. – Róma, 1648. augusztus 25.) a piarista rend alapítója.

## Spanyolországban
1557. szeptember 11-én született Spanyolországban, Peralta de la Sal faluban, mai nevén Peralta de Calasanz. A Peraltai báróság az Aragón Királysághoz tartozott, de annak Katalóniához közeli határvidékén feküdt, lakói egy katalán nyelvjárást beszéltek. Ez volt József anyanyelve is. Apja, Pedro Calasanz ugyan nemesnek (hidalgo) számított, de kovácsmesterségéből és a földjeinek megműveléséből tartotta fönn családját. Feleségétől, Maria Gastóntól nyolc gyermeke született, József volt köztük a legkisebb. Szülei a közeli Estadillába, a trinitárius atyák iskolájába küldték tanulni, majd 1571-től a léridai egyetemen hallgatott filozófiát és jogot, minden valószínűség szerint már azzal a céllal, hogy pap legyen. A klerikusi tonzúrát 1575. április 17-én vette föl egyházmegyéje, Urgell püspökétől. Teológiai tanulmányait Léridában, Valenciában és Alcalá de Henaresben végezte. Közben, 1580-ban Pedro bátyja és anyja halála miatt egy évet otthon, Peraltában töltött, mert apja szerette volna, ha mégis világi pályát választ, de ő kitartott papi hivatása mellett. Így 1583. december 17-én Hugo Ambrosio de Moncada urgelli püspök sanaüjai kastélyának kápolnájában pappá szentelte.
1584-től papi familiárisként Filippó Urries barbastrói, majd 1585-től Gaspare de la Figuera léridai püspök szolgálatában állt, végül 1587-től, apja halála után saját urgeli egyházmegyében működött, ahol eleinte káptalani titkár és szertartó, majd 1589-től Andrea Capilla püspök familiárisa, a trempi kerület egyházi megbízottja (oficial eclesiástico) és püspöki vizitátor volt. Emellett 1588-tól kinevezték Claverol és Ortoneda plébánosának is, de az ottani hívekről helyettes útján gondoskodott. Mivel biztos javadalommal járó kanonoki állást szeretett volna kapni, 1591 végén Barcelonában teológiai doktori címet szerzett, majd püspökének ajánlólevelével 1592 februárjában Rómába utazott, remélve, hogy az ottani hivatalokban hamarább célt ér.

## Rómában
Rómában Marcantonio Colonna bíboros palotájában a Colonna-palotában kapott szállást. A javadalomra várakozás közben bekapcsolódott több jótékonysági testvérület (konfraternitás) munkájába is. 1595-től a Szent Apostolok Főtestvérületének (Arciconfraternia dei Santi Apostoli) tagjaként alamizsnát osztott a város szegénynegyedeiben, és eközben jutott arra a gondolatra, hogy a szegényeken úgy lehetne segíteni, hogy gyermekeik számára ingyenes iskolákat nyitnának. 1597-ben ismerte meg azt az iskolát, amelyet Antonio Brandini, a Tiberisen túli Szent Dorottya (Santa Dorotea in Trastevere) templom plébánosa nyitott. Ide a legszegényebbek – némi templom körüli szolgálatért cserébe – ingyen járhattak. Az iskolában a plébánoson kívül a Keresztény Tanítás Testvérületének (Confraternita della Dottrina Cristiana) néhány tagja is tanított. A testvérületnek még abban az évben Kalazancius is tagja lett, majd javasolta a plébánosnak, hogy csak szegény fiúkat vegyenek föl, és tanítsák őket ingyen. Így nyílt meg Kalazancius és két munkatársa vezetésével 1598-ban (vagy talán már 1597 végén) Róma, sőt Európa első ingyenes népiskolája, amelyet elsősorban adományokból tartottak fönn.
Miután 1600-ban Brandini plébános elhunyt, Kalazancius a „Kegyes Iskolát" (Scuole Pie) a város középpontjába, az Paradiso vendéglő (a Campo dei Fiori közelébe) költöztette. Mivel a Keresztény Tanítás Testvérülete Kalazancius többszöri próbálkozása ellenére sem vállalta el az iskola fönntartását, úgy döntött, hogy végleg az iskolának szenteli az életét, lemondva spanyolországi terveiről. 1601 novemberében az iskola a Sant’Andrea della Valle templom mögötti Vestri-házba költözött, ő is beköltözött oda a Colonna-palotából, és ettől fogva együtt lakott tanító társaival. 1605-ben átköltöztek a San Pantaleo térre, a Manini-házba, ahol a diákok száma már elérte a 800-at, majd 1612-ben sikerült megvásárolniuk a San Pantaleo templom mögötti Torres-palotát.
A Kegyes Iskolák sikerének oka az volt, hogy alkalmazkodott a szegények igényeihez, tehát az alapok (írás, olvasás, latin) mellett Kalazancius nagy hangsúlyt helyezett olyan ismeretek (például szépírás, matematika) tanítására, amelyeknek a gyerekek gyakorlati hasznát vehették. Ugyanakkor az iskola katolikus nevelést adott, tanítási módszeréhez tartozott az egymást váltó csoportokban végzett közös imádság (oratio continua) és más ájtatosságok.

## A piarista rend alapítása
Hogy a „Kegyes Iskolák” számára biztosabb kereteket biztosítson, 1614-ben Kalazancius elérte, hogy egyesüljenek a barátja, Leonardi Szent János által alapított Luccai Kongregációval, amely szintén foglalkozott gyerekek és fiatalok lelki gondozásával. Az unió azonban nem bizonyult hosszú életűnek, egyrészt mert Kalazancius a luccai papoknál szigorúbb szerzetesi szegénységre törekedett, másrészt pedig luccaiak sem kívánták, hogy az iskolai munka legyen a fő foglalkozásuk. Így 1617-ben V. Pál pápa szétválasztotta őket, és önálló szerzetesi kongregációt hozott létre a Kegyes Iskolák Isten Anyjáról nevezett Páli Kongregációja néven. Ezt a következő pápa, XV. Gergely 1621. november 8-án ünnepélyes fogadalmas szerzetesrenddé nyilvánította (törölve elnevezéséből elődje, V. Pál nevét). Így született meg a piarista rend, amelynek Kalazancius által 1620/1621 telén megfogalmazott Konstitúcióit a pápa 1622. január 31-én fogadta el, majd április 28-án kinevezte őt a rend generálisává. Az ünnepélyes fogadalmat négy asszisztensével együtt 1622. április 20-án tette le a Püspöki és Szerzetesi Kongregáció prefektusa, Michelangelo Tonti bíboros kezébe.
A Kegyes Iskolák eközben rendkívüli gyorsasággal terjedtek, először Itáliában, majd Közép-Európában is. Kalazancius maga 1616-ban Frascatiba, 1618-ban Narniba 1623-ban Savonában és Carcaréba, 1626-ban pedig hat hónapra Nápolyba utazott, hogy új rendházakat és iskolákat alapítson. 1632. január 12-én VIII. Orbán pápa a rend tagjainak kérésére élethossziglanra kinevezte a rend generálisának.

## A „keresztény Jób”

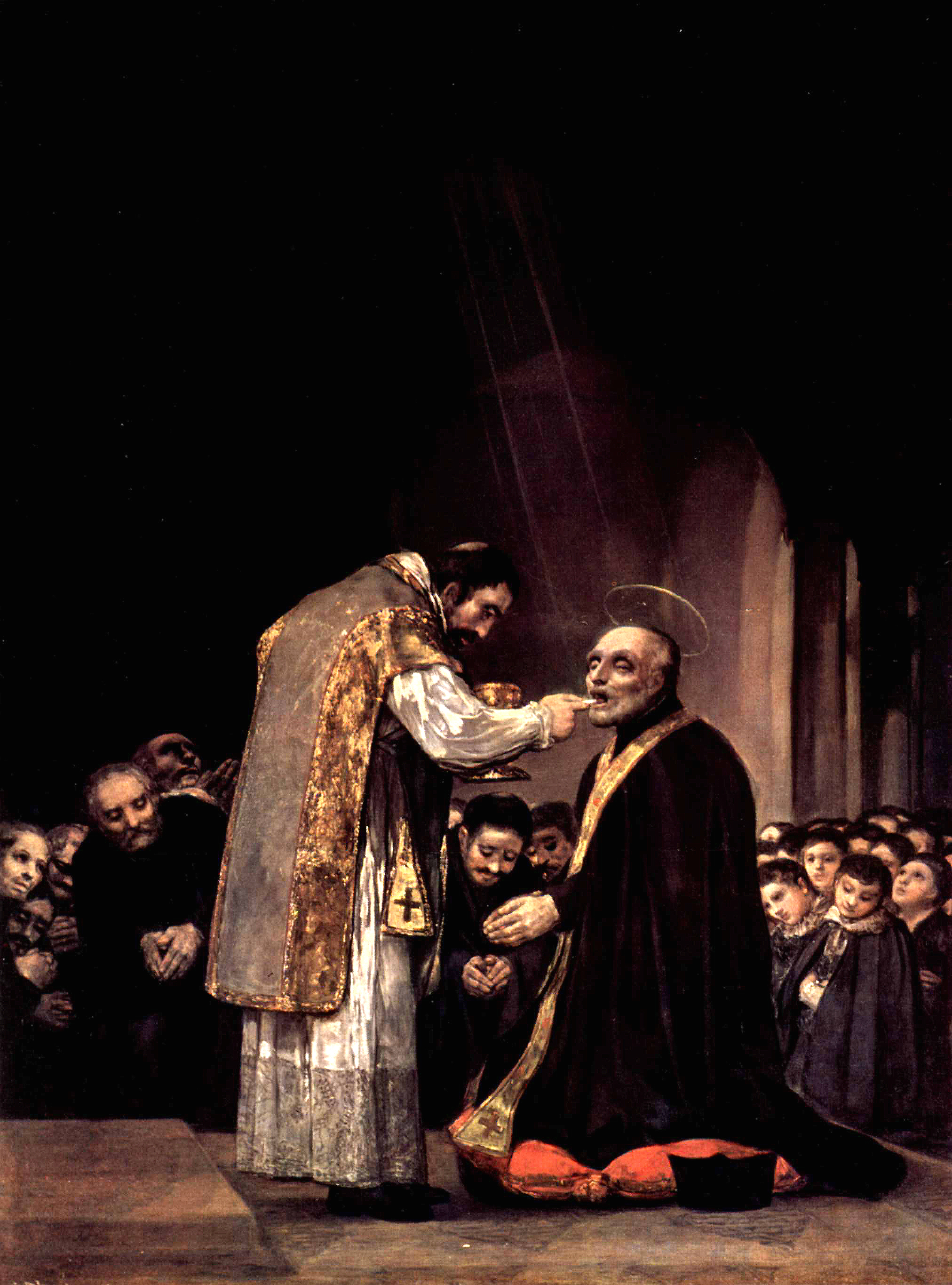
Kalazanci Szent József utolsó áldozása, Francisco de Goya festménye, 1819 (Iglesia Escolapios de San Antón, Madrid)

A sikerekre azonban megpróbáltatások következtek. A piarista rendnek számos ellensége akadt, akik az iskolákból kikerülő tanult szegényeket a társadalmi biztonság veszélyeztetőjének tekintették. Ráadásul belső ellentétek is gyengítették a rendet. 1642. augusztus 8-án egy nagyravágyó és rosszindulatú rendtárs, Mario Sozzi (1608–1643) hamis följelentése miatt Kalazanciust négy társával együtt a Szent Inkvizíció (Szent Officium) elé hurcolták (bár még aznap elengedték), majd 1643. január 15-én a pápa fölmentette generálisi tisztségéből, és a rend élére apostoli vizitátornak egy jezsuitát, Silvestro Pierasantát, első asszisztensnek pedig Mario Sozzit nevezte ki. Sozzi ugyan még abban az évben meghalt, de a körülötte kialakult csoport, főként utódja, Stefano Cherubini (1600–1648) további áskálódásának és rágalmainak az lett az eredménye, hogy 1646. március 16-án X. Ince pápa a piarista rendet ismét fogadalmak nélküli kongregációvá fokozta le. Megtiltotta a novíciusok fölvételét is, de azt nem, hogy a közösség tagjai tovább folytassák az iskolai tanítást.
Kalazancius szelíden tűrte élete fő művének megsemmisülését, és az ószövetségi Jób szavait ismételgette: „Az Úr adta, az Úr elvette, áldott legyen az Úr neve” (Jób 1,21). 1648. augusztus 25-én hajnalban, két hónapos súlyos betegség után halt meg a római Szent Pantaleon-rendházban, közel 91 éves korában.

## Tisztelete
Augusztus 26-án, halálának másnapján, amikor annak híre kitudódott, hatalmas tömeg gyűlt össze ravatalánál, a Szent Pantaleon templomban, ahol több csodás gyógyulás is történt. Hogy a további föltűnést elkerüljék, rendtársai másnap, augusztus 27-én hajnalban temették el a Szent Pantaleon templomban. A piarista rendet nyolc évvel később, 1656-ban ismét kongregációvá, majd 1669-ben szerzetesrenddé nyilvánították. Őt magát az Egyház 1748-ban boldoggá avatta, 1767-ben pedig a szentek közé sorolta. 1948 óta, XII. Piusz pápa rendelkezése értelmében, mint azt összes keresztény népiskola mennyei pártfogóját tisztelik. Egyházi emléknapja augusztus 25-én van, de – mivel ez iskolai szünetre esik – a piarista iskolákban november végén tartják Kalazanci Szent József pártfogásának ünnepét.
Kalazanci Szent József tanítása és pedagógiája alapján később több más szerzetesrend is létrejött. Az ő nevét viseli például a kalazanatinusok kongregációja, amelyet a munkásifjúság nevelésére hozott létre Boldog Anton Maria Schwartz (korábban piarista novícius) 1889-ben Bécsben.

## Életrajzok
- Talenti, Vincenzio: Compendio istorico-cronologico della Vita del Ven. P. Giuseppe Calasanzio, fondatore dei Chierici regolari poveri della Madre di Dio delle Scuole Pie, Firenze, 1735
- Tapolcsányi Gergely: Szent Kalazantzius Jósef áhitatos iskoláktól neveztetett szerzetes rend’ fundátorának sommás élete, Kalocsa, 1772
- Timon David J. M.: Vie de Saint Joseph Calasant fondateur des Ecoles Pies, I–II, Marseille, 1884
- Balanyi György: Kalazanci Szent József élete, Bp., 1923, [1941]
- Bau, Calasanz: San José de Calasanz, Salamanca, 1967
- Sántha György: San Jose de Calasanz: Su obra: Escritos: Estudio pedagógico y selección de escritos, Madrid, 1956 (Biblioteca de Autores Cristianos, 159)
- Sántha György: S. Giuseppe Calasanzio educatore: L’ opera pedagogica di S. Giuseppe Calasanzio, Fondatore delle Scuole Pie e Celeste Patrone delle Scuole Popolari Cristiane, Róma, 2005
- Giner Guerri: Severino, San José de Calasanz: Maestro y Fundador: Nuevá biografía crítica, Madrid, 1992 (Biblioteca de Autores Cristianos).
- Giner Guerri, Severino: Kalazanci Szent József, a piarista rend alapítója, ford. Ruppert József–Domokos György, Szeged, 2000, ISBN 963-458-233-8
- Liebreich, Karen: Fallen order, London–New York, 2004, ISBN 1843540738
- Mario Spinelli: Kalazanci Szent József az ingyenes közoktartás elindítója, ford. Szántó Judit, Budapest, 2007, ISBN 978-963-361-822-6